# بوینس ایرس (پرنامبوکو)
بوینس ایرس (به پرتغالی: Buenos Aires) یک شهرداری در برزیل است که در پرنامبوکو واقع شده‌است. بوینس ایرس ۹۶٫۶۹ کیلومتر مربع مساحت و ۱۲٬۵۳۷ نفر جمعیت دارد و ۱۴۹ متر بالاتر از سطح دریا واقع شده‌است.